# Église Notre-Dame-de-l'Assomption de Villemer
L’église Notre-Dame-de-l'Assomption, ou simplement Notre-Dame, est un édifice religieux catholique situé à Villemer (Seine-et-Marne), en France. Il est inscrit aux monuments historiques depuis 1926.

## Situation et accès
L’édifice est situé à l’angle de l’avenue du Général-de-Gaulle et la rue des Marronniers, au centre du village de Villemer. Plus largement, il se trouve dans le département de Seine-et-Marne, en région Île-de-France.

## Statut patrimonial et juridique
L’église fait l’objet d’une inscription au titre des monuments historiques par arrêté du 17 juin 1926, en tant que propriété de la commune.